# Louis Marc
Auguste Jean Baptiste Louis Joseph Marc (ur. 27 lipca 1880 w Aubers, zm. ?) – francuski pływak, medalista olimpijski Letnich Igrzysk Olimpijskich 1900 w Paryżu.
Wraz z drużyną Pupilles de Neptune de Lille zdobył brązowy medal w piłce wodnej. Startował również w pływaniu na 200 metrów z przeszkodami oraz podwodnym, lecz nie zajął wysokich lokat.